# Ur (Pyrénées-Orientales)
Ur is een gemeente in het Franse departement Pyrénées-Orientales (regio Occitanie). De gemeente telde 366 inwoners op 1 januari 2022.

## Geografie
De oppervlakte van UR bedroeg op 1 januari 2022 6,79 vierkante kilometer; de bevolkingsdichtheid was toen 53,9 inwoners per km².

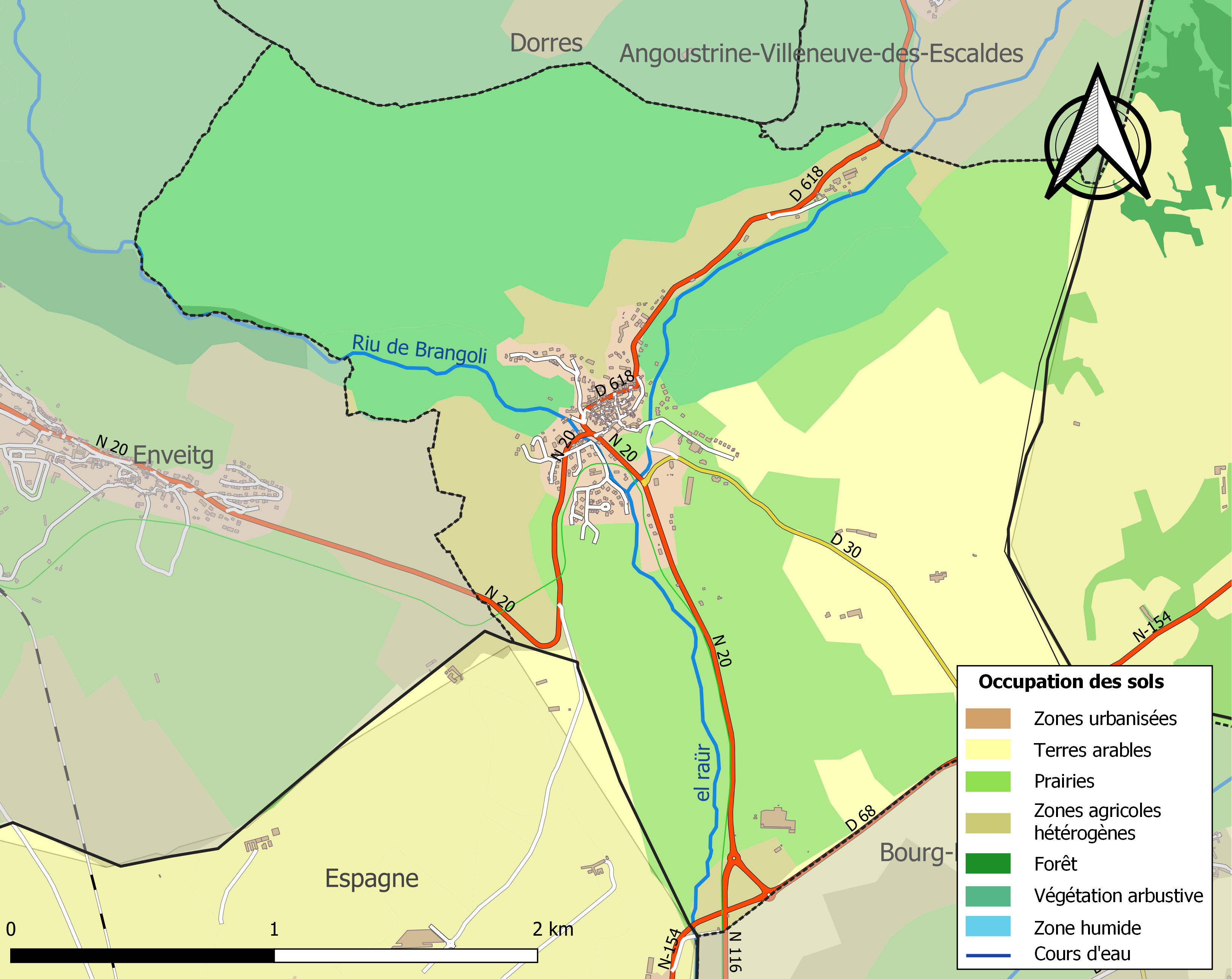
Kaart van de gemeente met de belangrijkste infrastructuur, bodemgebruik en omliggende gemeenten

## Verkeer en vervoer
In de gemeente ligt spoorwegstation Ur-Les Escaldes.

## Demografie
Onderstaande figuur toont het verloop van het inwonertal (bron: INSEE-tellingen).